# Ефремов, Пётр Николаевич
Пётр Николаевич Ефре́мов (1925—1976) — сержант РККА, участник Великой Отечественной войны, Герой Советского Союза (1944).

## Биография
Пётр Ефремов родился 12 апреля 1925 года в селе Михайловка (ныне — Михайловское Михайловского района Алтайского края). С 1930 года вместе с семьёй проживал в Томске. В 1940 году окончил семь классов школы, в 1943 году — три курса Томского лесотехникума. В марте 1943 года Ефремов был призван на службу в РККА. Учился в Белоцерковском пехотном училище, однако не окончил его и был в составе курсантского батальона направлен на фронт. С августа 1943 года — на фронтах Великой Отечественной войны. Принимал участие в боях на Центральном, 2-м Белорусском, Белорусском, 1-м Белорусском фронтах. К сентябрю 1943 года гвардии красноармеец Пётр Ефремов был разведчиком взвода конной разведки 215-го гвардейского стрелкового полка 77-й гвардейской стрелковой дивизии 61-й армии Центрального фронта. Отличился во время битвы за Днепр.
25 сентября 1943 года Ефремов в составе разведгруппы переправился через Днепр на территории Брагинского района Гомельской области БССР, скрытно пробрался во вражеский тыл и сумел добыть ценные данные о немецкой обороне. Действия Ефремова позволили полку успешно переправиться через Днепр. 1 октября 1943 года в районе деревни Галки того же района разведгруппа Ефремова отразила немецкую контратаку, уничтожив 10 солдат противника. 2 октября Ефремов одним из первых в своём подразделении ворвался в немецкие траншеи на южной окраине деревни Галки и уничтожил более 10 вражеских солдат, ещё 4 взял в плен.
Указом Президиума Верховного Совета СССР «О присвоении звания Героя Советского Союза генералам, офицерскому, сержантскому и рядовому составу Красной Армии» от 15 января 1944 года за «образцовое выполнение боевых заданий командования по форсированию реки Днепр и проявленные при этом мужество и героизм» красноармеец Пётр Ефремов был удостоен высокого звания Героя Советского Союза с вручением ордена Ленина и медали «Золотая Звезда» за номером 2953.
В дальнейшем Ефремов участвовал в освобождении Белорусской ССР и Польши. В 1944 году в одном из боёв был ранен и контужен. В октябре 1944 года по болезни в звании гвардии сержанта Ефремов был уволен в запас. Проживал в Томске. Находился на комсомольских должностях, с 1949 года работал в лесопромышленной отрасли, слесарем, мастером на заводе. Умер 4 декабря 1976 года, похоронен на томском кладбище Бактин.
Был также награждён рядом медалей.
Похоронен на кладбище Бактин, квартал 69.